# Metaschalis
Metaschalis is een geslacht van vlinders van de familie tandvlinders (Notodontidae).

## Soorten
- M. argentomaculata Nakamura, 1976
- M. disrupta Moore, 1879